# Kick Your Game
«Kick Your Game» es una canción del grupo TLC, grabada para su segundo álbum de estudio CrazySexyCool (1994). La canción "funky" con mezclas entre R&B-Dance fue compuesta por Jermaine Dupri, Manuel Seal y Lisa "Left Eye" Lopes. En agosto de 1995, fue escogida por LaFace y Arista Records para ser lanzada como sencillo promocional del álbum. En la canción, las chicas de TLC les enseñan a hombres que tratan de ligar en un club "la manera apropiada de llegar a una dama". El rap de Left Eye es una referencia a su exnovio Andre Rison, a quién la rapera le quemó su casa durante la realización de CrazySexyCool.
La canción se posicionó como n°69 en la lista de los Billboard R&B/Hip-Hop Airplay y recibió agasajo de los críticos musicales; algunos calificaron la canción como un sencillo destacado del álbum y el rap de Lopes recibió mucha aclamación. TLC ha interpretado "Kick Your Game" en numerosos conciertos y apariciones televisivas, así como en el MTV Video Music Awards de 1995 y en Soul Train Music Awards de 1996.

## Antecedentes y desarrollo
Después de lanzar su exitoso álbum debut Ooooooohhh... On the TLC Tip en 1992, TLC trabajó en CrazySexyCool desde finales de 1993 hasta septiembre de 1994. El compositor y productor Jermaine Dupri fue uno de los colaboradores del álbum. Dupri había creado la voz "ronca" característica de Tionne "T-Boz" Watkins y ayudó a TLC a obtener un contrato con LaFace Records, lo que contribuyó a su éxito inicial.
Para CrazySexyCool, Dupri y su socio musical Manuel Seal escribieron y produjeron dos interludios con "Switch" y "Kick Your Game"; la última canción tenía versos adicionales de la integrante de TLC Lisa "Left Eye" Lopes. El grupo grabó "Kick Your Game" en KrossWire Studio en su ciudad natal, Atlanta. En 2016, 22 años después de la grabación del disco, Dupri lo llamó una de las canciones de las que estaba más orgulloso: "el sonido, la letra, la vibra, todo".

## Créditos y personal
Crédtios adaptados de las notas de CrazySexyCool.
Grabación y gestión
- Grabado en KrossWire Studio (Atlanta, Georgia)
- Mezclado en Studio LaCoCo (Atlanta, Georgia)
- Publicado por So So Def, EMI April Music Inc./Full Keel, Air Control Music/TizBiz Music, Pebbitone Music (ASCAP)

Personal
- Jermaine Dupri – composición, producción, mezcla, remezcla, voces adicionales
- Manuel Seal – composición, coproducción
- Lisa "Left Eye" Lopes – composición
- Phil Tan – ingeniero de audio, mezcla
- Brian Frye – asistente del ingeniero de grabación
- John Frye – asistente del ingeniero de grabación
- LaMarquis "Marq" Jefferson – bajo

## Lista
| Lista (1995)                 | Mejor posición |
| ---------------------------- | -------------- |
| US Billboard Hip-Hop Airplay | 69             |